# A mennyország kapuja (film, 1980)
A mennyország kapuja (eredeti cím: Heaven’s Gate) 1980-as westernfilm Kris Kristofferson, Christopher Walken, Isabelle Huppert, Jeff Bridges szereplésével. A történet középpontjában a Johnson megyei háború (Johnson County War), vagy más nevén a wyomingi polgárháború (Wyoming Civil War) áll, mely a földbirtokosok és az európai emigránsok közötti nézeteltérések következménye volt. A film egyike Hollywood legnagyobb filmes bukásainak, ezzel egy időben a Guinness Rekordok Könyvében is szerepelt.

## Rövid ismertető
Az 1890-es években Wyomingban háború tör ki az újonnan betelepült kelet-európai emigránsok és a már ott élő telepesek között Az utóbbiak szövetséget hoznak létre, hogy megvédjék magukat és vagyonukat az éhező, koldusszegény bevándorlókkal szemben. Az elkeseredett emigránsok élére a befolyásos jogász, James Averill áll. A helyzetet rontja, hogy a férfi és a szövetség egyik fő embere, Champion ugyanabba a nőbe szerelmes. Averill megtudja, hogy Ellának, a helyi nyilvánosház tulajdonosnőjének neve is szerepel a szövetség halállistáján.

## Szereplők
- Kris Kristofferson  (James Averill)
- Christopher Walken (Nathan D. Champion)
- John Hurt (Billy Irvine)
- Sam Waterston (Frank Canton)
- Isabelle Huppert (Ella Watson)
- Brad Dourif (Mr. Eggleston)
- Joseph Cotten (Atya)
- Jeff Bridges (John L. Bridges)
- Mickey Rourke (Nick Ray)
- Geoffrey Lewis (Trapper Fred)
- Richard Masur (Cully)
- Terry O’Quinn (Minardi kapitány)

## Forgatás és fogadtatás
A rendező, Michael Cimino előző filmje, a többszörös Oscar-díjas A szarvasvadász sikerének köszönhetően kapott szabad kezet újabb filmjének megrendezéséhez, ami ez a szintén saját ötletén alapuló western volt. Cimino természetének köszönhetően azonban a film forgatása nagyon lassan haladt, a maximalista rendező a jeleneteket rengetegszer vette fel újra, díszleteket építtetett és bontatott le ok nélkül, pazarolta a nyersanyagot és számos filmes kollégájával összeveszett. Ráadásul a forgatáson lovak pusztultak el és állítólag Cimino és a stábtagok kábítószerezése lehetetlenítette el a munkát véglegesen, amire a vélemények szerint a film büdzséjéből is jelentősen költöttek. Miután A mennyország kapuja majd egyéves csúszással és a költségek megtriplázódásával 1980 novemberében végre bemutatásra került, rögtön meg is bukott; a rendkívül hosszú, eredetileg 219 perces filmre alig volt kíváncsi valaki, noha a rendező 1981 tavaszára 149 percre rövidítette, így sem érdekelt senkit, minekutána a filmre összesen költött 44 millió dollárhoz képest nagyjából 3 millió csordogált bevételként vissza, így ez lett Hollywood egyik legnagyobb pénzügyi bukása: a több mint 40 milliós veszteség 2013-as árfolyamon számolva kis híján 113 millió dollárt tenne ki.
A film anyagi bukása a forgalmazó United Artists-ot csődbe rántotta, a céget az MGM vásárolta fel, Cimino, a rendező karrierje pedig gyakorlatilag véget ért, csak néhány jelentéktelen filmet rendezett ezután. Egyesek szerint A mennyország kapuja munkamorálja és bukása miatt ért véget a teljhatalmú rendezők kora, akik bármit megtehettek beleszólás nélkül.

## Díjak és jelölések
1981 – Cannes-i nemzetközi filmfesztivál – Arany Pálma-jelölés

1982 – Oscar-díj – legjobb látványtervezés/díszlet jelölés

1982 – Arany Málna díj – Legrosszabb rendező (Worst Director) : Michael Cimino

1982 – Arany Málna díj – Legrosszabb férfi főszereplő jelölés (Worst Actor) : (Kris Kristofferson)

1982 – Arany Málna díj – Legrosszabb filmzene jelölés (Worst Musical Score) : (David Mansfield)

1982 – Arany Málna díj – Legrosszabb film jelölés (Worst Picture) : (Joann Carelli)

1982 – Arany Málna díj – Legrosszabb forgatókönyv (Worst Screenplay) : (Michael Cimino)